# Baltic News Service
La Baltic News Service (BNS) è la più grande agenzia di stampa che operi nei paesi baltici.

## Storia
È stata fondata nel mese di aprile del 1990 da un gruppo di studenti che cercavano di informare i corrispondenti stranieri a Mosca sugli sviluppi della situazione nei paesi baltici.
Nel giro di pochi mesi il Baltic News Service venne riconosciuto dalle principali media occidentali. BNS si è in seguito trasformato in una holding  che riunisce le organizzazioni separate che operano in Estonia, Lettonia e Lituania.
BNS è interamente di proprietà di Alma Media, un gruppo mediatico finlandese.
BNS diffonde notizie in cinque lingue via internet e con altri mezzi e collabora anche con l'Agence France-Presse, Reuters, e Interfax.